# Oak Grove (Alabama)
Oak Grove – miasto w Stanach Zjednoczonych, w stanie Alabama, w hrabstwie Talladega. W roku 2023 miasto zamieszkiwały 592 osoby, a gęstość zaludnienia wynosiła 128,7 osoby/km².